# شپش بدن
شپش بدن (نام علمی: Pediculus humanus humanus) نام یک زیرگونه از راسته شپش است.شِپِش انگل خارجی، دائمی و اجباری است. اجباری به این معنا است که به غیر از بدن پستانداران و پرندگان در جاهای دیگر نمی‌تواند زندگی کند.
شپش تن و سر اختلافات جزئی دارند و به‌طور کلی شپش سر از نظر اندازه کوچک‌تر و از نظر رنگ تیره‌تر و از نظر پوشش مقاوم‌تراست و شکاف‌های انتهای بدن آن عمیق‌تر است.
- در آلودگی‌های شدید شپش سر بر روی بدن دیده می‌شوند ولی هیچ‌گاه شپش تن بر روی سر دیده نمی‌شود.

درمان شپش با داروهایی نظیر لیندان و پرمترین است.